# Рок Дог
«Рок Дог» (англ. Rock Dog) — китайсько-американський анімаційний та комедійний фільм режисера Еша Браннона за сценарієм Еша Браннона та Кура Фолкера. Зірки фільму Люк Вілсон, Джонатан Сіммонс, Едді Іззард, Льюїс Блек, Сем Елліотт, Кенан Томпсон, Мей Вітман, Хорхе Гарсія та Метт Діллон.

## Сюжет
Підліток-тибетський мастиф Боді повинен стати наступним захисником села овець від вовків на Сніговій горі, змінивши свого батька. У Боді є проблеми з вдосконаленням своєї магічної сили, званої «смертоносної лапи мастифа», що являє собою потужну енергетичну хвилю. Коли він був молодший, Хампа його батько, заборонив музику в селі, бо вона відволікала Боді від тренувань.
За збігом обставин, Боді знаходить радіоприймач, вперше слухає рок-музику і стає фанатом британської рок-легенди Ангуса Скаттергуда. Боді самостійно вчиться грати на гітарі, нехтуючи своїми обов'язками на користь того, щоб стати музикантом. Сільський старійшина Флітвуд Як переконує Хампу дозволити Боді слідувати за своєю мрією. Хампа дає синові квиток на автобус до ближнього мегаполіса, але бере з Боді обіцянку відмовитися від музики в разі провалу.
Боді прибуває до міста і прямує до Скаттергуду в надії отримати уроки музики. Ангус виявляється білим перським котом, який весь час носить чорні сонцезахисні окуляри і має важкий випадок творчої кризи, а його єдиним супутником є робот-дворецький Оззі.
Скаттергуд вважає, що його кар'єра закінчена, адже у нього залишається лише кілька годин на написання нового хіта. Почувши талант Боді до гри на гітарі, він запрошує Боді в свій будинок і, під приводом уроку, створює разом з ним нову пісню під назвою «Чудо». Пізніше Боді розуміє, що був використаний, коли Ангус заявляє по радіо, що написав пісню сам. Незабаром після цього Боді був схоплений рифи і іншими вовками; на допиті, під впливом транквілізатора, він випадково підказує, яка допоможе вовкам захопити село. Ліннукс і його банда вирушають на Снігову Гору.
Скаттергуд, що відчуває свою провину перед Боді, вирушає на пошуки цуценя. Після кульмінаційної погоні Боді перемагає вовків, «знаходячи свій вогонь» під час гри на гітарі, при цьому не завдаючи ворогам фізичної шкоди. Хампа проганяє Ліннукса і остаточно приймає рішення сина стати рок-музикантом.
У місті герої формують рок-групу і дають концерт для місцевих жителів в колишньому «Палаці боїв», представляючи нову пісню світу. Скаттергуд рекомендує нову рок-групу Яну, оскільки вважає їх відмінними музикантами.

## Прийняття
На вебзібранні Rotten Tomatoes фільм отримав рейтинг 47 % із середнім балом 5,30/10 на основі 57 відгуків. На зібранні Metacritic фільму дали оцінку в 48 % з 100 на основі 16 відгуків. На Internet Movie Database фільм оцінили в 6,0 з 10.

## Акторський склад
| Актор            | Роль       |
| ---------------- | ---------- |
| Люк Вілсон       | Боді       |
| Едді Іззард      | Ангус      |
| Джонатан Сіммонс | Хампа      |
| Льюїс Блек       | Ліннукс    |
| Кенан Томпсон    | Ріфф       |
| Мей Вітман       | Дарма      |
| Хорхе Гарсія     | Гермур     |
| Метт Діллон      | Трей       |
| Сем Елліотт      | Флітвуд Як |

## Фестивалі
Мультфільм брав участь у фестивалях:
- червень 2016 — Shanghai International Film Festival
- 8 жовтня 2016 — London Film Festival
- 8 липня 2016 — прем'єра у Китаї
- 24 лютого 2017 — прем'єра у США